# Jan-Henrik Witthaus
Jan-Henrik Witthaus (* 1970) ist ein deutscher Romanist.

## Leben und Wirken
Witthaus studierte von 1992 bis 1999 allgemeine und vergleichende Literaturwissenschaft, Romanistik und  Kunstwissenschaft an den Universitäten Duisburg und Essen. Anschließend promovierte er bei Siegfried Jüttner an der Universität Duisburg-Essen. Nach seiner Promotion im Jahr 2003 schloss er 2009 seine Habilitation ab.
Er nahm Lehrtätigkeiten an den Universitäten Duisburg-Essen, Stuttgart und Kassel wahr. Seit 2011 ist er Professor für Romanische Literaturwissenschaft an der Universität Kassel.
Zu seinen Forschungsschwerpunkten gehören die Aufklärung in Spanien, die Begrifflichkeiten von Ökonomien und Geld in literarischen Texten, die Diskursgeschichte des Milieus in Frankreich und Spanien sowie Wissenschaftsprosa der Frühen Neuzeit in Frankreich und Spanien. Von 2002 bis 2007 war er in das DFG-Projekt Kulturtransfer in Europa: das Deutschlandinteresse in der spanischen Presse zur Zeit des aufgeklärten Absolutismus (1736–1808) involviert. 

## Schriften (Auswahl)
- Fernrohr und Rhetorik. Strategien der Evidenz von Fontenelle bis La Bruyère. Heidelberg 2005 (Neues Forum für Allgemeine und Vergleichende Literaturwissenschaft. 28).
- Sozialisation der Kritik im Spanien des aufgeklärten Absolutismus. Von Feijoo bis Jovellanos. Frankfurt am Main 2012 (Analecta Romanica. 77).
- (als Herausgeber) Beiträge zur Nationalisierung der Kultur im Spanien des aufgeklärten Absolutismus. Frankfurt am Main 2010 (Europäische Aufklärung in Literatur und Sprache. 23).
- (als Herausgeber mit Angela Osten) Vom Milieu zur Matrix. Urbane Umwelt als Wissensform und Raumaneignung der Stadt im Frankreich der Moderne. Freiburg i. Breisgau 2014.
- (zusammen mit Christian von Tschilschke) „Dossier: Los intelectuales españoles y el tema de África: desde el colonialismo en Marruecos hasta la Primavera Árabe“, in: Iberoamericana 56 (2014), S. 87–165.
- (als Herausgeber mit Patrick Eser) Machthaber der Moderne. Zur Repräsentation politischer Herrschaft und Körperlichkeit, Bielefeld 2015.